# Église d'Hinnerjoki
L'église d'Hinnerjoki (en finnois : Hinnerjoen kirkko) est une église construite à Hinnerjoki dans la commune d'Eura en Finlande.

## Histoire
L'édifice conçu par Job Höckert est construit en 1755 et déplacé à sa place actuelle en 1799.
Elle est entièrement restaurée en 1921 selon les plans d'Ilmari Launis. 
L'orgue à 10 jeux est livré en 1976 par la fabrique d'orgues de Kangasala.
Le retable peint par Ilmari Launis représente le "Christ en croix"